# サンク・ゴッド・アイ・ファウンド・ユー
「サンク・ゴッド・アイ・ファウンド・ユー」 (Thank God I Found You)は、マライア・キャリーの楽曲。7枚目のスタジオ・アルバム『RAINBOW』から2枚目のシングルカットとしてリリースされた。ジョーと98ディグリーズを客演に迎えた。
キース・スウェットの楽曲「メイク・イット・ラスト・フォーエヴァー」をサンプリングしたリミックス・ヴァージョン（Make It Last Remix）も制作され、こちらではジョーの他にナズをフィーチャリングしている。
日本ではネスレ日本「ネスカフェ・サンタマルタ」のCMソングとして起用され、CMではマライアと明石家さんまが共演した。
Billboard Hot 100では15曲目の首位、チャートには20週留まった。

## 収録曲
日本盤 マキシ・シングル
1. サンク・ゴッド・アイ・ファウンド・ユー (Featuring ジョー & 98ディグリーズ)
2. サンク・ゴッド・アイ・ファウンド・ユー (Make It Last Remix W/o Rap) (Featuring ジョー)
3. サンク・ゴッド・アイ・ファウンド・ユー (Make It Last Remix) (Featuring ジョー & ナズ)

デジタルEP
1. Thank God I Found You (Make It Last Remix) - 5:09
2. Thank God I Found You (Make It Last Remix Edit) - 4:12
3. Thank God I Found You (Make It Last Remix w/o Rap) - 5:09
4. Thank God I Found You (Make It Last Remix Instrumental) - 5:09
5. Thank God I Found You (Celebratory Mix) - 4:16
6. Thank God I Found You (StarGate Radio Edit) - 4:19

## チャート成績
| チャート（2000年）               | 最高順位 |
| -------------------------------- | -------- |
| アメリカ（Billboard Hot 100）    | 1        |
| イギリス（全英シングルチャート） | 10       |